# برنهارد دبليو. روث
برنهارد دبليو. روث (بالألمانية: Bernhard Wilhelm Roth)‏ هو فيزيائي ألماني، ولد في 1970.